# La Zarra
Fatima-Zahra Hafdi, dite La Zarra, est une auteure-compositrice-interprète canado-marocaine, née le 25 août 1987 à Montréal (Canada).
Elle se fait connaître en 2021 avec son titre Tu t'en iras, certifié disque de platine. Elle représente la France au concours Eurovision de la chanson 2023 avec le titre Évidemment.

## Biographie

### Enfance et jeunesse
Fatima-Zahra Hafdi grandit dans la ville de Longueuil au Québec et a des origines marocaines,,. Durant son enfance, elle développe une appétence pour la musique auprès de sa mère qui écoute notamment des chansons d'Édith Piaf et des chanteuses orientales.

### Débuts artistiques et notoriété
En 2016, elle se fait connaître par une collaboration artistique avec Niro sur le titre Printemps blanc,. Son producteur est Sébastien Farran, dernier manager de Johnny Hallyday.
La chanteuse accroit sa notoriété avec le titre Tu t'en iras qui est l'un des plus diffusés à la  radio et à la télévision en 2021. La chanson est certifiée single de platine. La même année, La Zarra est nommée comme révélation francophone au NRJ Music Awards 2021.
Le 17 octobre 2022, elle est récompensée du Prix de la découverte de l'année (francophone) décerné par la Société canadienne des auteurs, compositeurs et éditeurs de musique (SOCAN).
En 2025, La Zarra est de retour avec le tube "Diva" qui se place dans Buzz Radio Yacast en quelques jours. Ce hit est déjà très convoité par les radios. Son retour après ses années de travail dans l'ombre s'annonce grandiose.

### Eurovision 2023
Le 12 janvier 2023, France Télévisions annonce que La Zarra représentera la France au Concours Eurovision de la chanson, le 13 mai 2023 à Liverpool au Royaume-Uni. Le 19 février 2023, elle dévoile la chanson Évidemment, en français intégralement.
Avec 104 points obtenus, La Zarra prend la 16e place du concours sur les 26 pays en compétition (54 points attribués par les jurys et 50 au télévote).
Lors du vote final, en découvrant les points lui ayant été octroyés par le public, la chanteuse effectue devant les caméras un geste interprété comme un doigt d'honneur, provoquant une certaine indignation puis une réunion de crise chez France 2,. La Zarra réfute cette interprétation, indiquant qu'il s'agissait d'un mouvement signifiant sa déception et affirme n'avoir eu « aucune volonté de choquer ou de provoquer ». Elle précise en conférence de presse qu'il ne s'agit « absolument pas » d'un doigt d'honneur. Le geste qu'elle a effectué est un toz (onomatopée traduisant un bruit de pet en arabe). Pour Le Figaro-TV Magazine, celui-ci peut signifier un « refus formel, un rejet catégorique, l'indifférence ou l'exaspération » mais « contrairement à ce que défend La Zarra, le toz peut aussi s'employer comme une insulte ». Le JDD ajoute que cela « peut être utilisé pour invectiver quelqu’un dans le sens de « va te faire voir » » et qu'en Turquie, « c’est l'équivalent du doigt d’honneur ». À la suite de son geste et de la polémique subséquente, certaines radios déprogramment sa chanson, la tournée prévue à l'été est reportée à l'hiver et les festivals d'été ayant à l'affiche la chanteuse annulent sa venue. Les places pour son unique date maintenue à Paris le 15 juin peinent à se vendre,,.
Dans un entretien accordée à la chaîne YouTube Siham TV en mars 2024, La Zarra déclare avoir été « victime de racisme et de manipulations lors du concours », qualifiant cette expérience de « traumatisante » , et travailler sur un deuxième album en indépendance.

### Poursuite de carrière
En 2025, plus de 70 anciens participants à l'Eurovision, dont La Zarra, ont signé une lettre ouverte à l'Union européenne de radio-télévision (UER) exigeant qu'Israël soit banni du concours.

## Discographie

### Singles
| Année | Titre        | Meilleure position | Certification  | Album             |
| Année | Titre        | FRA                | Certification  | Album             |
| ----- | ------------ | ------------------ | -------------- | ----------------- |
| 2021  | Tu t'en iras | 75                 | SNEP : Platine | Traîtrise         |
| 2022  | Sans moi     | —                  |                | Single uniquement |
| 2023  | Évidemment   | 82                 |                | Single uniquement |

### Collaborations
- 2016 : Niro feat. La Zarra - Printemps blanc (sur Les Autres)
- 2022 : Slimane feat. La Zarra - Les amants de la colline (sur l'album Chroniques d'un cupidon)

## Récompenses et nominations

### NRJ Music Awards 2021
| Année | Catégorie                         | Pour     | Résultat   |
| ----- | --------------------------------- | -------- | ---------- |
| 2021  | Révélation francophone de l'année | La Zarra | Nomination |

### Gala de l'ADISQ
| Année | Catégorie                                      | Pour     | Résultat   |
| ----- | ---------------------------------------------- | -------- | ---------- |
| 2022  | Révélation de l'année                          | La Zarra | Nomination |
| 2023  | Artiste de l'année - rayonnement international | La Zarra | Nomination |

### PrixSOCAN
| Année | Catégorie                                      | Pour     | Résultat |
| ----- | ---------------------------------------------- | -------- | -------- |
| 2022  | Prix de la découverte de l'année - francophone | La Zarra | Lauréat  |